# Epanthidium erythrocephalum
Epanthidium erythrocephalum là một loài Hymenoptera trong họ Megachilidae. Loài này được Schrottky mô tả khoa học năm 1903.